# شکار در شب
شکار در شب فیلمی به کارگردانی علی امجدی و نویسندگی علی عسگری محصول سال ۱۳۶۳ است.

## بازیگران
- رضا صفایی پور
- ناهید ظفر
- علی امجدی
- منوچهر حامدی
- محسن قبادی
- حسین صفاریان
- پریدخت اقبالپور
- ملیحه نصیری
- زرین ولدبیگی
- احمد بیدار
- یوسف بختیاری
- رضا وزیری
- پرویز آزادیخواه
- محمد محمدی
- احمد رقامی
- ملودی امینی
- مرتضی نیکخواه